# 劉臻
劉 臻（りゅう しん、527年 - 598年）は、南朝梁から隋にかけての学者。両漢書に精通して、漢聖と称された。字は宣摯。本貫は沛国相県。

## 経歴
梁の尋陽郡太守の劉顕の子として生まれた。18歳のときに秀才に挙げられ、邵陵王東閤祭酒となった。元帝のとき、中書舎人に転じた。江陵が陥落すると、劉臻は蕭詧に帰順して、中書侍郎となった。北周の宇文護に召されて中外府記室となり、その軍の書簡や檄文の多くは劉臻の筆により成った。後に露門学士となり、大都督に任じられ、饒陽県子に封じられた。藍田県令・畿伯下大夫をつとめた。
隋が建国されると、位は儀同三司に進んだ。高熲が南朝陳を討つにあたって、劉臻は従軍して文筆をつかさどり、爵位は伯に進んだ。皇太子楊勇に召されて、太子学士となり、太子との関係はたいへん親密であった。同じく儀同で太子学士の劉訥という人物がおり、劉臻が城南に住み、劉訥が城東に住んでいたが、混同されることが多く、笑い話の種にもなった。
開皇18年（598年）、死去した。享年は72。文集10巻が通行した。

## 伝記資料
- 『隋書』巻76 列伝第41
- 『北史』巻83 列伝第71